# Mark Wystrach
Mark Cameron Wystrach (nascido no dia 17 de dezembro de 1979), também conhecido apenas por Mark Wystrach, é um ator e modelo estadunidense. Obteve um certo destaque recentemente ao atuar em Kamen Rider: O Cavaleiro Dragão como o Kamen Rider Ferox.[carece de fontes?] Mora atualmente em Solana Beach, na Califórnia.

## Biografia
Natural de Tucson, Arizona, Mark interpretou o personagem Nicholas Foxworth "Fox" Crane na telenovela Passions, da NBC, de 2006 a 2007. Wystrach assumiu o papel de Justin Hartley, que saiu do elenco de Passions em fevereiro de 2006. Ele também teve uma participação especial em CSI: Miami, no episódio 11 da sexta temporada. Recentemente, ele participou do seriado Kamen Rider: O Cavaleiro Dragão interpretando os personagens Vic Frasier e seu clone do bem, Nolan. Ambos personagens transformam-se no Kamen Rider Ferox.